# 장필리프 바맹
장필리프 바맹(프랑스어: Jean-Philippe Gbamin, 1995년 9월 25일 ~ )은 코트디부아르의 축구 선수로, 현재 코트디부아르 축구 국가대표팀에서 수비형 미드필더로 활약하고 있으며, 현재 프랑스 리그 2의 USL 됭케르크에서 활약하고 있다.

## 구단 경력

### 에버턴
2019년 8월 2일, 바맹은 프리미어리그의 에버턴과 5년 계약을 체결하고 2,500만 파운드의 이적료로 이적했다. 그는 허벅지 부상으로 인해 8주간 결장하기 전까지 처음 두 경기에 출전했다. 10월에는 허벅지 부상으로 2020년 1월까지 부상을 당하지 않을 것이라고 발표되었으나, 1월에는 추가 수술로 시즌이 끝날 때까지 결장할 것이라 예상되어 추가적인 차질을 빚었다. 5월에는 훈련 중 아킬레스건을 부상당했는데, 11월까지 부상을 당할 것으로 예상되었다.
2021년 1월, 에버턴의 카를로 안첼로티 감독은 인터뷰에서 바맹이 가능한 한 빨리 훈련에 복귀할 수 있기를 희망한다고 말했지만, 그의 회복에 인내심이 필요하다고 강조했고, 그는 오랜 기간 옆에서 뛰었음에도 불구하고 팀에서 뛸 수 있는 역할이 있다고 주장했다. 4월 5일, 1-1로 비긴 크리스털 팰리스와의 홈 경기에서 바맹은 하메스 로드리게스와 교체 투입되었고, 2019년 8월 이후 처음으로 부상으로 출전했지만, 일주일 후 바맹은 무릎 부상으로 또다시 출전하지 못했다.
바맹은 2021년 10월 에버턴 벤치에서 프리미어리그 3경기 연속 선발 명단에 이름을 올리며 부상 복귀 전을 치렀다. 이어 2021년 11월 2일에는 에버턴의 선발 11인에 이름을 올려 울버햄프턴 원더러스와 홈 경기를 치렀다.

#### CSKA 모스크바 임대
2022년 2월 21일 CSKA 모스크바는 시즌 종료까지 바맹의 임대 계약을 발표했다. 2022년 5월 19일 CSKA는 바맹이 임대 기간 만료와 함께 클럽을 떠날 것이라고 확인했다.

#### 트라브존스포르
2022년 8월 22일, 바맹은 트라브존스포르로 임대 이적했다.

#### 에버턴으로 복귀 및 출발
2023년 5월 30일, 바맹의 에이전트는 에버턴에서의 선수 생활이 "악몽"이었고, 계약 기간이 한 시즌 남았지만 구단을 떠나고 싶었다고 밝혔다. 바맹의 계약은 2023년 9월 2일에 종료되었다.

## 국가대표팀 경력
바맹은 2014년 11월 13일, 1-1로 비긴 이탈리아 U-20과의 경기에서 프랑스 U-21 국가대표팀 데뷔 전을 치렀다.
부모님의 국적과 출생지 때문에 코트디부아르 국가대표로도 출전할 수 있다. 2017년 4월, 바맹은 국제적으로 코트디부아르 국가대표팀에 뛰기로 결심했다고 발표되었다. 그는 2017년 6월 4일 5-0으로 패한 네덜란드와의 친선 경기에서 코트디부아르 성인 국가대표 데뷔 전을 치렀다.